# Metuchen (New Jersey)
Metuchen (wym.: /mɨˈtʌtʃɨn/) – miejscowość w  hrabstwie Middlesex w stanie New Jersey w USA. To enklawa otoczona całkowicie miastem Edison. Jako dzielnica Edison ma jednak oddzielne władze polityczne. Według danych z 2010 roku Metuchen zamieszkiwało ponad 13,5 tys. osób.

## Osoby związane z Metuchen
- Theodore McCarrick
- David Copperfield